# Srbljani
Srbljani su naseljeno mjesto u gradu Bihaću, Federacija Bosne i Hercegovine, BiH.

## Zemljopis
Dijele se na Gornje Srbljane i Donje Srbljane. Donji Srbljani se nalaze na desnoj obali Une, nizvodno i oko 12 kilometara sjeveroistočno od Bihaća.
Gornji Srbljani se nalaze na brdu iznad Donjih Srbljana.

## Stanovništvo

### Popisi 1971. – 1991.
| Srbljani           |                |                |                |
| godina popisa      | 1991.          | 1981.          | 1971.          |
| Muslimani          | 1.271 (98,37%) | 1.337 (98,45%) | 1.228 (98,79%) |
| Hrvati             | 1 (0,07%)      | 8 (0,58%)      | 6 (0,48%)      |
| Srbi               | 0              | 2 (0,14%)      | 5 (0,40%)      |
| Jugoslaveni        | 14 (1,08%)     | 11 (0,81%)     | 0              |
| ostali i nepoznato | 6 (0,46%)      | 0              | 4 (0,32%)      |
| ukupno             | 1.292          | 1.358          | 1.243          |

### Popis 2013.
| Srbljani           |              |
| godina popisa      | 2013.        |
| Bošnjaci           | 929 (94,80%) |
| Hrvati             | 7 (0,71%)    |
| Srbi               | 0            |
| ostali i nepoznato | 44 (4,49%)   |
| ukupno             | 980          |

## Vanjske poveznice
- Satelitska snimka  Arhivirana inačica izvorne stranice od 20. lipnja 2008. (Wayback Machine)